# Nigel Lawson
Pour les articles homonymes, voir Lawson.
Nigel Lawson, baron Lawson de Blaby, né à Hampstead le 11 mars 1932 et mort le 3 avril 2023, est un homme politique britannique membre du Parti conservateur.

## Biographie
Il est secrétaire à l’Énergie (1981–1983) puis Chancelier de l'Échiquier (1983–1989) dans le gouvernement de Margaret Thatcher, et est l’un des artisans de sa politique de privatisation et de réforme fiscale. On lui fait crédit de la baisse du chômage à partir de 1986, mais son échec à convaincre le gouvernement de faire entrer le Royaume-Uni dans le mécanisme de taux de change européen a associé une forte inflation[réf. nécessaire] à ses succès microéconomiques. Son opposition à la capitation (poll tax) et ses divergences sur la politique monétaire avec Alan Walters, conseiller économique de Thatcher, l’ont finalement poussé à démissionner en octobre 1989 ; la raison officielle de son départ, « passer plus de temps avec sa famille », est devenue une figure de style du discours politique dans le monde anglo-saxon.
Il est député de 1974 à 1992 pour la circonscription de Blaby, dans le Leicestershire. Après avoir quitté les Communes en 1992, il est fait pair à vie avec le titre de « baron Lawson de Blaby, de Newnham dans le comté de Northamptonshire ».
Dans son livre An Appeal to Reason: A Cool Look at Global Warming, il s'oppose à la thèse du réchauffement climatique anthropique. Il est président de la fondation Global Warming Policy Foundation.
Alors qu'il est europhile et qu'il s'est opposé à Margaret Thatcher à ce sujet, il se prononce en mai 2013 pour une sortie du Royaume-Uni de l'Union européenne. Cela devrait permettre selon lui de protéger la City, tandis que les gains économiques obtenus compenseraient les pertes. Il a déjà appelé à un démantèlement réfléchi de la zone euro, et fait campagne en 2000 contre l'adhésion du Royaume-Uni à la monnaie unique.
Le 31 mai 2018, Nigel Lawson confirme qu'il a entamé des démarches en vue de l'obtention d'un permis de séjour en France, plus particulièrement dans le département du Gers où il réside. Sa maison en Gascogne avait déjà fait scandale une dizaine d'années plus tôt lorsqu'il est révélé qu'en la déclarant comme lieu de résidence principal, Nigel Lawson avait obtenu lorsqu'il était membre de la Chambre des lords, 16 000 livres de frais de résidence. Les réactions de la classe politique britannique face à ces révélations sont négatives pour ce partisan du Brexit qui a personnellement bénéficié de la position de la Grande-Bretagne dans l'Union Européenne.

## Publications
- An Appeal to Reason: A Cool Look at Global Warming